# 北川啓介
北川 啓介（きたがわ けいすけ、KEISUKE KITAGAWA、1974年 - ）は、愛知県出身の建築家、建築学者。名古屋工業大学大学院教授。専門は、建築意匠、建築設計、現代建築論、情報空間論、防災工学。

## 来歴
- 1974年3月：愛知県名古屋市生まれ。
- 1996年3月：名古屋工業大学工学部 卒業。
- 1998年3月：同大学大学院工学研究科博士前期課程 修了、修士（工学）。
- 2001年3月：同大学大学院工学研究科博士後期課程 修了、博士（工学）。
- 2001年4月：同大学工学部助手。
- 2003年4月：同大学大学院工学研究科講師。
- 2005年4月：同大学大学院工学研究科助教授。
- 2007年4月：同大学大学院工学研究科准教授。
- 2017年8月：プリンストン大学客員研究員。
- 2018年4月：名古屋工業大学大学院工学研究科教授。
- 2019年11月：株式会社LIFULL ArchiTech（大学発ベンチャー）代表取締役社長。
- 2019年12月：同大学大学院大学工学研究科建築・デザイン分野長。
- 2021年4月：同大学大学院工学研究科社会開発工学専攻長／建築・デザイン分野長。
- 2025年4月：同大学大学院大学工学研究科社会工学類副類長／建築・デザインプログラム長／高度防災工学研究センター副センター長。
- 2025年4月：事業構想大学院大学客員教授。

## 人物
- 実家は和菓子屋である[1]。
- 応急簡易住宅「インスタントハウス」を開発し、能登半島地震の際は被災地に届ける活動を行った[2][3]。

## 作品
- 『K博士の家』愛知県豊田市(2011)：北川啓介+北川珠美/北川建築研究所+名古屋工業大学大学院北川啓介研究室
- 『E house』愛知県名古屋市(2013)：北川啓介+北川珠美/北川建築研究所+名古屋工業大学大学院北川啓介研究室
- 『H house』愛知県名古屋市(2014)：北川啓介+北川珠美/北川建築研究所+名古屋工業大学大学院北川啓介研究室
- 『T house』長野県伊那市(2015)：北川啓介+北川珠美/北川建築研究所+名古屋工業大学大学院北川啓介研究室
- 『AUSTERE TEAROOM』イタリア・ミラノ市(2017)：北川啓介+名古屋工業大学大学院北川啓介研究室

## 出展
- 『Ground One』アメリカ・ニューヨーク市メモリアルコンペティション(2003)：挟土秀平+北川啓介+北川啓介研究室
- 『パラサイトシネマ』愛知県名古屋市文化芸術課まちなかアートプロジェクト(2006)：北川啓介+宇野享+井澤知旦/NAC
- 『パラサイトアーキてくちゃ』ポルトガル・リスボン市建築トリエンナーレ(2007)：北川啓介+宇野享+井澤知旦/NAC
- 『樹の家』茨城県取手市アートプロジェクト(2007)：北川啓介+北川珠美/北川建築研究所
- 『K博士の家』東京都渋谷区建築・環境・インテリアのドローイングと模型の入選展 SDレビュー(2011)：北川啓介+北川珠美/北川建築研究所+名古屋工業大学大学院北川啓介研究室
- 『H house』愛知県名古屋市AAA30s(2014)：北川啓介+北川珠美//北川建築研究所+名古屋工業大学大学院北川啓介研究室
- 『AUSTERE TEAROOM』イタリア・ミラノ・サローネ(2017)：北川啓介+名古屋工業大学大学院北川啓介研究室

## 共著
- 『ハイパーサーフェスのデザインと技術 やわらかな時代の建築に向けて』 瀬尾文彰・松本信二監修 瀬尾文彰・田中浩也・北川啓介・難波治之・前田利民・松本信二・内山協一・小野正・山崎雄介編 （彰国社）ISBN-4-395-00758-9 C3052
- 『リノベーションの現場 協働で広げるアイデアとプロジェクト戦略』 五十嵐太郎編 （彰国社）ISBN-4-395-00547-0 C3052
- 『東海の現代建築ガイド アーキテクテク』 アーキテクテク編集委員会・建築ジャーナル編集（建築ジャーナル社）ISBN-4-86035-053-7

## 監修

### コンペティション
- 『キルコス国際建築設計コンペティション2011』 キルコス国際建築設計コンペティション実行委員会 （総合資格学院）ISBN-978-4864170673
- 『キルコス国際建築設計コンペティション2012』 キルコス国際建築設計コンペティション実行委員会 （総合資格学院）ISBN-978-4864171137
- 『キルコス国際建築設計コンペティション2013』 キルコス国際建築設計コンペティション実行委員会 （総合資格学院）ISBN-978-4864171465
- 『キルコス国際建築設計コンペティション2014』 キルコス国際建築設計コンペティション実行委員会 （総合資格学院）ISBN-978-4864171731

## 雑誌
- 『マンガ喫茶白書 社会問題に先行するひとり一畳の聖域』建築雑誌 （日本建築学会）2008年4月号
- 『B級シティによる、とびっきりの心技体』建築雑誌 （日本建築学会）2008年10月号
- 『もうひとつの建築設計資料集成』建築雑誌 （日本建築学会）2009年12月号
- 『建築法規の際のオンパレード 出会いカフェ』建築雑誌 （日本建築学会）2011年5月号
- 『おひとりさま建築の要素と歴史』建築雑誌 （日本建築学会）2015年1月号
- 『インスタントハウス』新建築（新建築社）2025年2月号

## 出演
- 『情熱大陸』（MBS毎日放送）2025年1月12日

## 賞
- 2008年度 日本建築学会東海賞 受賞
- 2009年度 名古屋市都市景観賞 受賞
- 2011年度 建築・環境・インテリアのドローイングと模型の入選展 SDレビュー 入選
- 2012年 建築と社会 論文賞 受賞
- 2014年 名古屋工業大学褒章 受賞
- 2016年 文部科学大臣表彰科学技術賞 受賞
- 2024年 グッドデザイン賞、グッドデザイン・ベスト100、グッドフォーカス賞［防災・復興デザイン］（日本デザイン振興会会長賞） 受賞
- 2025年 日本クリエイション大賞 受賞